# Жеребиловка (Житомирская область)
Жеребиловка (укр. Жеребилівка) — село на Украине, основано в 1550 году, находится в Новоград-Волынском районе Житомирской области.
Население по переписи 2001 года составляет 338 человек. Почтовый индекс — 11734. Телефонный код — 4141. Занимает площадь 1,37 км².

## Адрес местного совета
11733, Житомирская область, Новоград-Волынский р-н, с. Пищов